# Tomoyuki Yamashita
Tomoyuki Yamashita (Osugi Mura, 8 de novembro de 1885 - Los Baños, 23 de fevereiro de 1946) foi um general do Exército Imperial do Japão, famoso como conquistador da Malásia e de Singapura, no começo da Guerra do Pacífico, durante a Segunda Guerra Mundial, feito pelo qual passou ser conhecido como "Tigre da Malásia". Preso, julgado e condenado como criminoso de guerra após a rendição japonesa, foi enforcado nas Filipinas em fevereiro de 1946.
Yamashita era filho de um médico da pequena vila onde nasceu, na ilha de Shikoku, mas não seguiu a carreira do pai, preferindo a carreira militar. Em 1905 graduou-se como cadete e cursou a escola de guerra do exército entre 1913 e 1916. Com a patente de capitão, serviu como adido militar em Berna e Berlim, entre 1919 e 1921.

## Carreira antes da guerra
Apesar de suas habilidades como oficial, Yamashita caiu em desgraça nos meios militares durante os anos 20 e 30 a meio das disputas internas entre a cúpula militar japonesa. Ele entrou em choque como Ministro da Guerra, Hideki Tojo, por fazer parte da facção que apoiava o poder imperial sobre as forças armadas, contra a facção liderada por Tojo, que pregava o controle da política externa armada do Japão nas mãos dos militares.
Ele também caiu em desfavores com o Imperador Showa, ao tentar interceder pela clemência aos jovens oficiais japoneses numa rebelião do baixo oficialato do exército em fevereiro de 1936 e sempre insistiu em que o Japão deveria terminar o conflito com a China (ver Segunda Guerra Sino-Japonesa) e manter relações amigáveis com os Estados Unidos e a Grã-Bretanha, mas era ignorado por suas opiniões e foi investido de um comando sem importância no interior da Manchúria, onde participou de alguns combates entre 1938 e 1940 contra insurgentes chineses da região. Em dezembro de 1940, foi enviado pelo governo numa missão clandestina à Alemanha e a Itália, onde se encontrou com Adolf Hitler e Benito Mussolini.

## Malásia e Singapura
Em 8 de dezembro de 1941, no comando do 25° Exército japonês, o general Yamashita invadiu a Malásia partindo da Indochina. Na campanha, que terminou em 15 de fevereiro de 1942 com a captura de Singapura (ver Cerco de Singapura), os 30 mil soldados de Yamashita capturaram, feriram ou mataram 110 mil homens das tropas britânicas, indianas, malaias e australianas, o exército da Comunidade Britânica, na maior rendição já sofrida pelo Império Britânico, o que lhe valeu a alcunha de Tigre da Malásia.

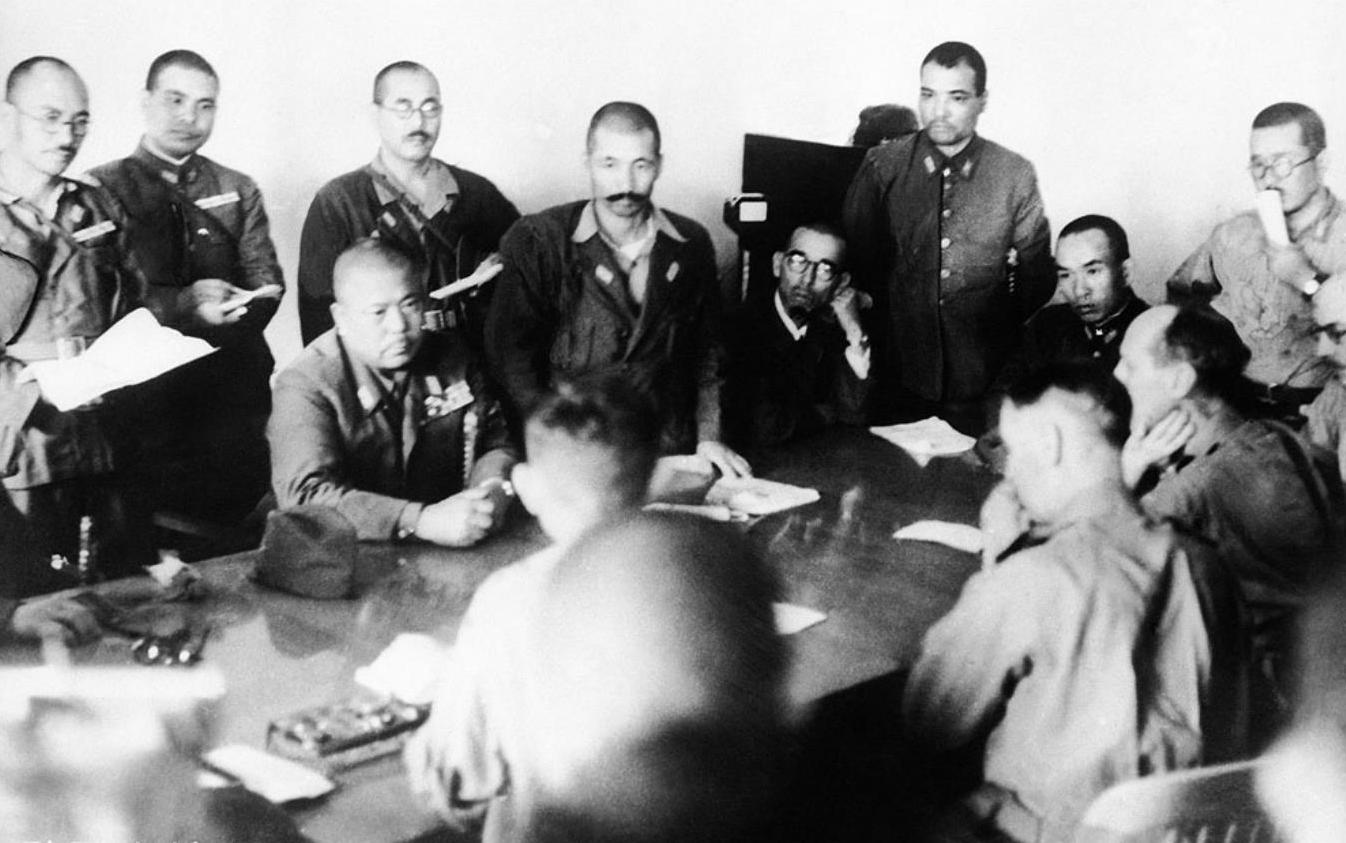
Yamashita (centro, sentado, uniforme militar) comanda as negociações de paz em Singapura.

A campanha e a subsequente ocupação da Malásia, incluiu crimes de guerra contra militares e civis, como os do Hospital Alexandra; a culpa do general nestes episódios é controversa, já que ele mesmo mandou enforcar o oficial japonês responsável pelo massacre no hospital, como exemplo para a tropa.
Apesar da vitória, entretanto, em 17 de julho Yamashita foi retirado do comando na Malásia e enviado para a Manchúria, onde passou quase dois anos num comando inferior e fora do teatro de guerra do Pacífico. Acredita-se que este banimento tenha sido obra do agora Primeiro-Ministro Tojo, se aproveitando do que foi considerada uma gafe de Yamashita, ao discursar aos líderes civis de Singapura depois da conquista da ilha, chamando-os de “cidadãos do Império do Japão”, considerado bastante embaraçoso pelo governo, que não considerava habitantes dos territórios ocupados como cidadãos japoneses.

## Filipinas
Em 1944, com a situação da guerra bastante adversa para o Japão, o general Yamashita foi enviado às Filipinas com a missão de defender o país, chegando a Manila apenas dez dias antes dos desembarques norte-americanos no Golfo de Leyte. Ele tentou organizar seus 220 mil soldados em três áreas defensivas pelo país, mas o desembarque posterior na Baía de Lingayen a 6 de janeiro de 1945, o obrigou a retirar suas tropas da capital para as montanhas de Luzon, deixando apenas forças de segurança para entregar Manila aos invasores.
Entretanto, quase imediatamente após a saída das tropas do exército, a marinha ocupou Manila com dezesseis mil marinheiros e fuzileiros, com a intenção de destruir todas as instalações portuárias e navais da cidade, impedindo-as de cair intactas em mãos do inimigo. Porém, o contra–almirante Iwabushi, comandante da tropa naval, assumiu o comando dos 3750 soldados do exército deixados para trás e, contra as ordens de Yamashita, transformou Manila num campo de batalha.
As ações da guarnição japonesa acabaram provocando a morte de mais de 100 mil filipinos, o que mais tarde seria conhecido como Massacre de Manila, durante os pesados combates pela posse da capital, que duraram de 4 de fevereiro a 3 de março de 1945.
Usando de táticas de despistamento e contenção limitada, Yamashita manteve suas tropas em combate nas selvas e montanhas do interior das Filipinas até 2 de setembro de 1945, data da rendição oficial do Japão. Suas forças, então limitadas a 55 mil homens, se renderam aos generais Aliados Arthur Percival – derrotado por ele em Singapura três anos antes – e Jonathan Wainwright – derrotado em Corregidor, na ocupação das Filipinas pelos japoneses em 1942, até então prisioneiros de guerra do Japão.
Questionado por que não cometeu suicídio – à moda da tradição japonesa para guerreiros derrotados – respondeu que, se o tivesse feito, alguém mais, inferior à sua patente, teria que assumir as responsabilidades perante os vencedores.

## Julgamento e execução

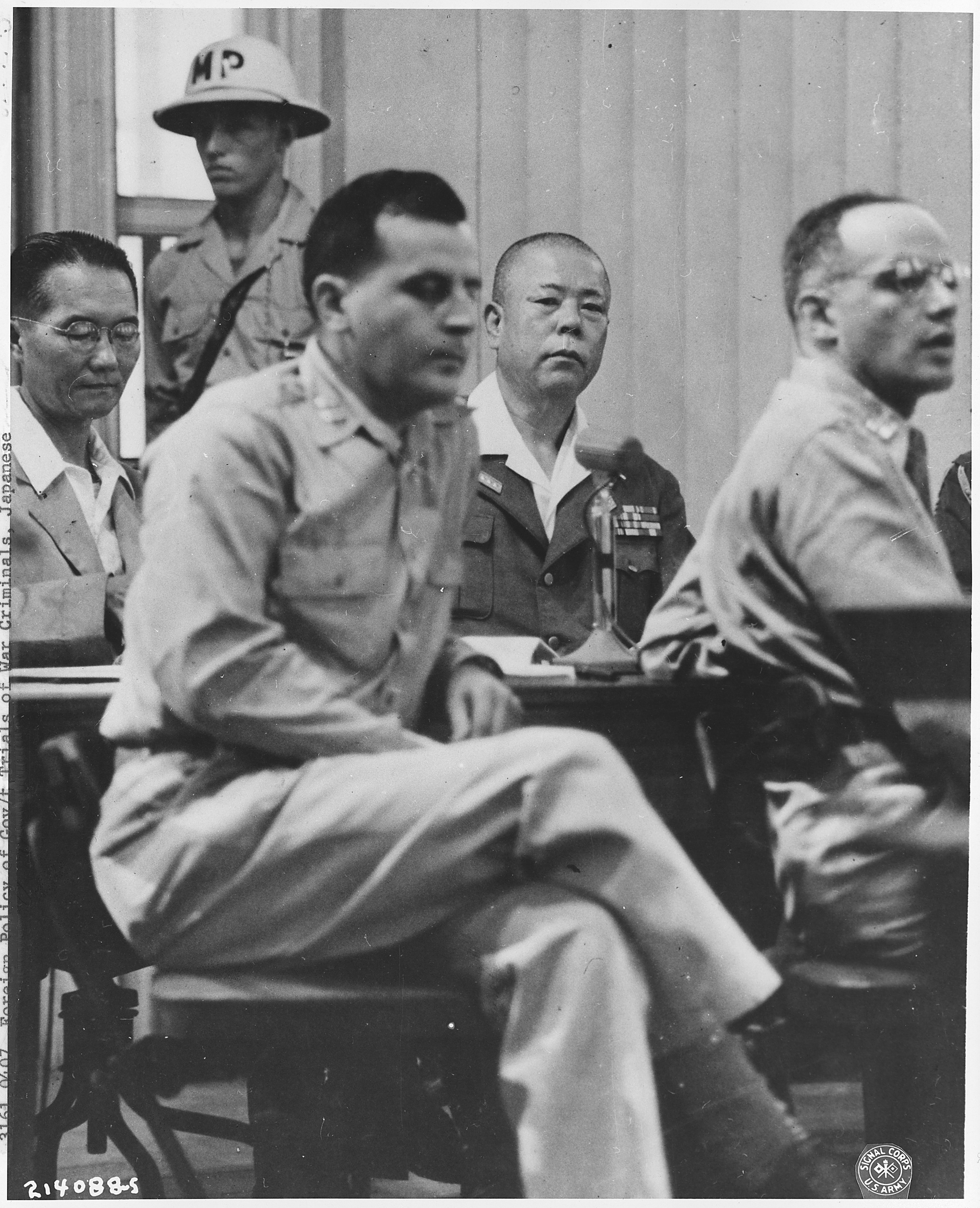
Yamashita durante seu julgamento.

Entre 29 de outubro e 7 de dezembro de 1945, Yamashita foi julgado por crimes de guerra cometidos por tropas japonesas em Singapura e Manila e sentenciado à morte. A legitimidade do julgamento e da sentença foi muito questionada e coberta de controvérsias, já que muitas evidências apontavam para sua inocência nos casos, já que em Singapura o massacre de civis e feridos à baioneta no hospital foi feito sem seu conhecimento e após as atrocidades ele mandou executar o oficial responsável; em Manila ele não comandava as tropas navais que lutaram com os americanos e massacraram os civis.
Alguns observadores concluíram que o desejo de vingança do general Douglas MacArthur contra os japoneses que ocuparam as Filipinas durante a guerra, tenha sido a causa deste julgamento rápido e da sentença capital, mesma tática usada contra o general Masaharu Homma, conquistador das Filipinas em 1942, quando MacArthur foi obrigado a fugir do país. 
Seus advogados, militares americanos, que desafiaram as acusações do tribunal levando o pedido de clemência à Suprema Corte e ao Presidente Harry Truman, todos negados, foram presenteados com suas imponentes botas com esporas de ouro, antes de sua execução, em 23 de fevereiro de 1946 na prisão de Los Baños, 50 km ao sul de Manila.